# Палома Пікассо
Пало́ма Піка́ссо́ (фр. Paloma Picasso, при народженні Анна Палома Руїс Пікассо-і-Жільо, ісп. Anne Paloma Ruiz-Picasso y Gilot; 19 квітня 1949, Валлоріс, Франція) — французька й американська ювелірка, модельєрка і підприємиця, стилістка, художниця, хореографиня, світська левиця. Ювелірна дизайнерка компанії Tiffany & Co.

## Біографія
Народилась 19 квітня 1949 року у французькому місті Валлоріс молодшою донькою худождника Пабло Пікассо та мисткині й мемуаристки Франсуази Жільо (з якою він не був одружений). Ім'я «Палома» у перекладі з іспанської означає «голубка». Дитинство дівчинки минало в оточенні творчих людей, що мало сформувало її життєвий шлях як модельєрки.
У 1953 році мати пішла від батька й забрала з собою Палому і Клода. Діти майже припинили бачитись із ним.
У 1957 році Палома пробувала сили в олійному живописі. «Я не думаю, що це було легко. Скоріше, складно!».
У 1968 році вступила до Нантського університету.
Після смерті батька (1973) на якийсь час втратила інтерес до дизайну й пережила депресію. Пабло Пікассо не залишив заповіту, і його позашлюбні діти — Палома, Клод і єдинокровна сестра Майя звернулися до суду для розподілу статків, які оцінили у 250 мільйонів доларів. Анна отримала 90 мільйонів і погодилась допомогти французькому уряду, що дістав також значну суму грошей як податок від нерухомості, у справі створення паризького Музею Пікассо.
У 1978 році одружилася з аргентинським драматургом і режисером Рафаелем Лопес-Камбілем (Лопесом-Санчесом). Весілля стало яскравою світською подією (одяг для церемонії створили Ів Сен-Лоран і Карл Лагерфельд), що тривалий час залишалась темою хронік і взірцем весільних суконь для паризьких кутюр'є.
У наступному (1982) переїхала з чоловіком до Нью-Йорка.
У 1999 році розлучилась. Невдовзі пошлюбила французького лікаря Еріка Тевенне, з яким переїхала до Швейцарії.

## Кар'єра
Палома Пікассо розпочала ювелірну кар'єру в 1968 році в Парижі, працюючи дизайнеркою костюмів. Придбане нею базарне намисто з гірського кришталю для виконавиці головної ролі відобразило її мистецький смак, його високо оцінила критика. Після цього успіху вступила на курси ювелірної справи. Невдовзі отримала пропозицію від Ів Сен-Лорана на розробку дизайну аксесуарів для супроводу однієї з його колекцій. У 1971 році працювала для грецької ювелірної компанії Zolotas, оформлювала сумочки і взуття для італійської фірми й працювала з хутром для Жака Каплана. 
У 1974 році Пікассо знялась в еротичному фільмі «Аморальні історії» польського режисера Валеріана Боровчика, заживши скандальної популярності. 
Наприкінці 1970-х Палома Пікассо була відомою завсідницею легендарного Нью-Йоркського диско-клубу Студія 54, де полюбляли проводити час такі селебритіз, як Енді Воргол, Мік Джаггер і багато інших.[джерело?]
Окрім основної діяльності, Пікассо створювала декорації для аргентинського драматурга і режисера Рафаеля Лопес-Камбіля (Лопеса-Санчеса).
У 1980 році Палома Пікассо підписала контракт з ювелірною компанією Tiffany & Co. Вже на той час її ім'я було широко відомим брендом ювелірних виробів. Характерною рисою й своєрідним автографом її робіт стали голубка й червоний колір. У тому ж році світ побачила її перша колекція.
У 1981 році підтримала відкриття Музею Пікассо.
У 1983 році ім'я Паломи Пікассо внесли до Міжнародного переліку Зали слави найстильніших людей.
Незабаром Пікассо відкрила для себе нові сфери дизайну. У 1984 році вона заснувала власний бренд, запустивши перший аромат «Paloma Picasso» для L'Oréal. Через три роки відкрила з чоловіком філію компанії в Нью-Йорку, де колекції аксесуарів Пікассо здобули міжнародне визнання за бездоганну якість і винятковий дизайн.
У 1989 році Американська рада дизайнерів моди присвоїла Паломі Пікассо звання найкращого дизайнера аксесуарів року.
У 1999 році переїхала до Швейцарії, де в Лозанні заснувала спеціальний фонд, кошти якого спрямовувались на висвітлення творчості її батьків, в першу чергу матері, мистецький доробок якої лишався на той час майже невідомим.
На початку 2000-х Палома Пікассо, відома своїми сміливими кольорами, змінила стиль. Яскраві й кричущі фарби поступилися сірим відтінкам, золоту й жовтувато-коричневим кольорам.
У 2010 році Пікассо відсвяткувала свій 30-літній ювілей у компанії Tiffany & Co., представивши нову колекцію, засновану на її любові до Марокко. У наступному (2011) році вона дебютувала з колекцією під назвою «Venezia», на честь міста Венеція.
2011 року Палома Пікассо отримала нагороду за досягнення в галузі мистецтва від Національного музею жіночого мистецтва у Вашингтоні.